# Sluha narodu
Sluha narodu (ukrainisch Слуга народу, zu Deutsch Diener des Volkes) ist eine politische Partei in der Ukraine. Prominentes Mitglied der Partei ist der Präsident der Ukraine Wolodymyr Selenskyj.

## Geschichte
Die am 31. März 2018 gegründete Partei ist die Nachfolgeorganisation der Partei Партія Рішучих змін Partija Rischutschych smin (deutsch: Partei der entscheidenden Veränderungen). Erster Parteivorsitzender war der Rechtsanwalt des von Selenskyj gegründeten Filmstudios „Студія Квартал-95“ (Studio Kvartal 95) Iwan Bakanow (Іван Геннадійович Баканов). Als Bakanow Ende Mai 2019 in den Staatsdienst eintrat, wurde der politische Vertraute Selenskyjs Dmytro Rasumkow sein Nachfolger als Parteichef.
Bei der Parlamentswahl 2019 erreichte die Wahlbeteiligung ihren bis dahin niedrigsten Wert und lag bei 49,8 %. Die Diener des Volkes erzielten 43,16 % der Stimmen und gewannen die Mehrheit der Direktmandate, wodurch sie die absolute Mehrheit der Abgeordneten stellten. Dies ermöglichte den Dienern des Volkes die Bildung des Kabinetts Hontscharuk, der ersten Alleinregierung in der Geschichte der unabhängigen Ukraine, in der allerdings sowohl der Ministerpräsident Oleksij Hontscharuk als auch 14 der 17 Minister parteilos waren.
Die Allianz der Liberalen und Demokraten für Europa gab am 28. Februar 2022 bekannt, die Partei vorläufig als assoziiertes Mitglied aufzunehmen. Die Allianz ist eine europaweite Dachorganisation von liberalen Parteien. Dies geschah vor dem Hintergrund der russischen Invasion der Ukraine wenige Tage vorher. Die endgültige Entscheidung über eine Vollmitgliedschaft fiel auf dem nächsten Parteirat am 2. Juni 2022. Dort wurde die Partei als Vollmitglied aufgenommen.

## Positionen
Die Programmatik der Partei ist liberal und pro-europäisch ausgerichtet. Ruslan Stefantschuk, der als führender Ideologe der Partei galt, hatte ihre Ideologie vor dem Wahlsieg noch als libertär bezeichnet. Der im November 2019 neugewählte Parteichef Oleksandr Kornienko führte sie jedoch im weiteren Verlauf auf einen eher sozial-liberalen, zentristischen Kurs. Nach dem Wahlsieg von Selenskyj und dem seiner Partei erhofften sich einige Wirtschaftsjournalisten eine marktwirtschaftliche Revolution in der Ukraine. Tatsächlich enthält das Wahlprogramm Forderungen zur Privatisierung unrentabler Staatskonzerne, zur Entflechtung von oligarchischen Strukturen, zum Bürokratieabbau, zur kapitalgedeckten (Aktien-)Rente und zur Anlockung von internationalen Investoren, aber auch zu einer gesetzlichen Krankenversicherung. Zudem werden Maßnahmen zur Stärkung der direkten Demokratie und Jugendbeteiligung, der Digitalisierung (wie Breitbandausbau, digitale Währung, eGovernment und eVoting), zur Schulreform und zur Bekämpfung von Korruption gefordert. Auch spricht sich die Partei für eine engere Zusammenarbeit mit EU und NATO aus.

## Name
Der Name der Partei „Diener des Volkes“ ist der gleichnamigen ukrainischen Polit-Comedy-Serie entlehnt, in der Wolodymyr Selenskyj einen zufällig zum Präsidenten der Ukraine aufgestiegenen Lehrer spielt.